# Nikola Blažičko
Nikola Blažičko, född 13 december 1977 i Rijeka i dåvarande SR Kroatien, är en kroatisk före detta handbollsmålvakt.